# Gruissem
Gruissem ist  ein Stadtteil von Grevenbroich in Deutschland. Der Ort gehört seit 1975 halb zur Stadt Grevenbroich und halb zur Stadt Neuss.

## Geschichte
Der älteste in einer Urkunde bezeichnete Siedlungsplatz im Gebiet der Stadt Grevenbroich ist ad crucem. Der Ortsname findet sich erstmals in einer Urkunde aus dem Jahr 795. Es handelt sich hierbei mit größter Wahrscheinlichkeit um das heutige Gruissem.

### Bevölkerungsentwicklung für den Grevenbroicher Teil
| Jahr        | 2013 | 2014 | 2015 | 2016 | 2017 | 2018 | 2021 | 2022 |
| ----------- | ---- | ---- | ---- | ---- | ---- | ---- | ---- | ---- |
| Bevölkerung | 105  | 111  | 107  | 107  | 102  | 103  | 108  | 105  |